# Francisco Manuel do Nascimento
Francisco Manuel do Nascimento, meglio noto come Filinto Elísio (Lisbona, 23 dicembre 1734 – Parigi, 25 febbraio 1819), è stato un poeta portoghese.
Sacerdote dal 1755, l'Inquisizione lo perseguitò al punto da farlo emigrare in Francia. Nel 1790 a Lisbona entra a far parte della rifondata Arcadia Lusitana di Cruz e Silva, sotto lo pseudonimo di Filinto Elísio. Nel 1819 pubblicò l'Opera completa, raccolta di tutte le sue composizioni.